# Govindanahalli
Govindanahalli ist ein ca. 2.200 Einwohner zählendes Dorf im Gemeindebezirk (taluk) von Krishnarajpet im Distrikt Mandya im südwestindischen Bundesstaat Karnataka. Es ist bekannt wegen eines Hoysala-Tempels aus dem Jahr 1238.

## Lage
Govindanahalli liegt auf dem Dekkan-Plateau in einer Höhe von gut 820 m ü. d. M.; die Distriktshauptstadt Mandya befindet sich ca. 75 km südöstlich und der den Jains heilige Ort Sravanabelagola liegt nur etwa 18 km nordöstlich. Das Klima ist für indische Verhältnisse eher gemäßigt; Regen fällt hauptsächlich während der Monsunmonate Mai bis Oktober.

## Bevölkerung
Die mehrheitlich Kannada sprechende Bevölkerung besteht größtenteils aus Hindus; Moslems und andere Religionen (Sikhs, Buddhisten etc.) bilden zahlenmäßig kleine Minderheiten. Der männliche und der weibliche Bevölkerungsanteil sind ungefähr gleich hoch.

## Wirtschaft
Die Einwohner von Govindanahalli leben weitgehend als Bauern. Auf den Feldern der Umgebung werden hauptsächlich Weizen, Linsen und Kichererbsen angebaut, aber auch Kokospalmen spielen eine wichtige Rolle im Wirtschaftsleben der Region.  

## Geschichte
Govindanahalli war ein wichtiger Ort im mittelalterlichen Hoysala-Reich; später kam es unter die Kontrolle des Vijayanagar-Reiches und seit dem 19. Jahrhundert unter die der Briten.

## Sehenswürdigkeiten

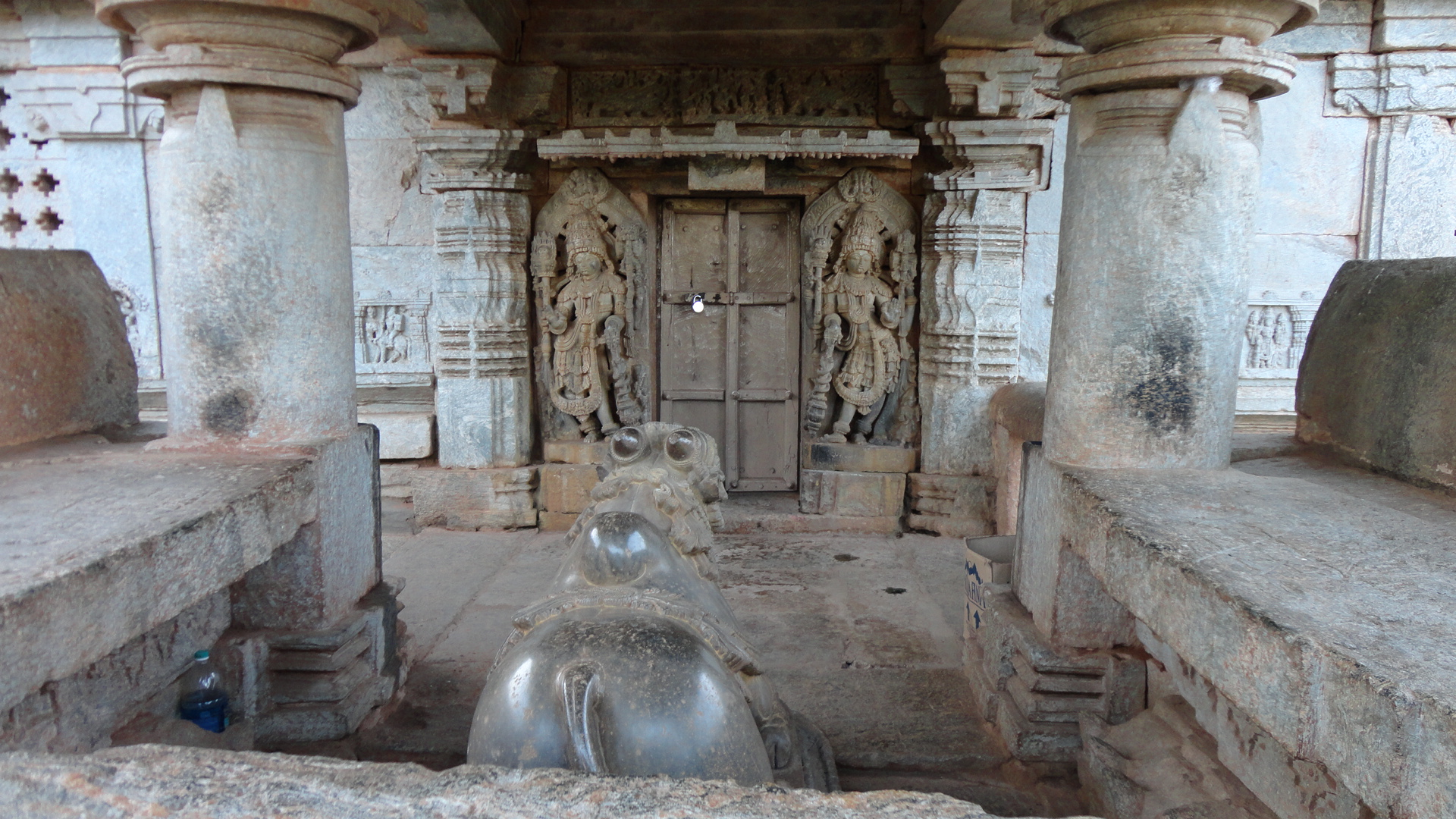
Nandi-Bulle vor der mittleren Cella

Der um 1238 als Stiftung des Königs Vira Someshvara erbaute Panchalingeshvara-Tempel ist dem Hindu-Gott Shiva geweiht; seine Architektur ist jedoch außergewöhnlich, da es sich um den einzig bekannten Bau des Fünf-Cella-Typus (panchakuta) handelt. Der Tempel besteht aus fünf nebeneinander gestellten Schreinen mit einer breit gelagerten gemeinsamen Vorhalle (mandapa). Über den fünf Cellae (garbhagrihas) erhebt sich jeweils ein mehrfach gestufter Vimana-Turm mit abschließender Vase (kalasha); ein Vorraum (antarala oder sukhanasi) leitet über zur großen Vorhalle, deren gedrechselte Säulen, steinerne Fenstergitter (jalis) und exquisit gearbeitetes Deckendekor auf die Hoysala-Architektur verweisen. Der Eingang zur mittleren Cella wird von zwei lebensgroßen Wächterfiguren (dvarapalas) flankiert; davor ruht die bei Shiva-Tempeln obligatorische Nandi-Figur. Der Tempel steht ebenerdig, verfügt aber über eine ca. 60 cm hohe Sockelzone; eine rituelle Umwandlung (pradakshina) ist somit nur auf dem gepflasterten Bodenniveau möglich. Während die Außenwände der Cellae mir figürlichen Reliefs und anderen Ornamenten geschmückt ist, wird an den Außenwänden der Vorhalle auf Bildwerke und Dekor weitestgehend verzichtet.
Umgebung
Der nur ca. 4 km südöstlich gelegene Ort Kikkeri verfügt ebenfalls über einen sehenswerten Hoysala-Tempel.